# Güneşin Kızları
Güneşin Kızları (pol. Córki Słońca) – turecki serial dramatyczny. W 2015 roku wygrał nagrodę Altın Kelebek dla najlepszego serialu.

## Fabuła
Güneş to 35-letnia kobieta, która mieszka w Izmirze z trzema córkami. Jest nauczycielką literatury, którą mąż zostawił bez powodu. Spotyka się z Halukiem Mertoğlu i zakochuje się w nim. Następnie postanawia wyjść za niego, więc wraz z córkami jedzie do Stambułu i wprowadza się do posiadłości Haluka. Selin jest bardzo zadowolona z przeprowadzki, i od razu próbuje dopasować się do towarzystwa. Nazli początkowo nie ufa Halukowi i początkowo nie przeprowadza się z rodziną do Stambułu, lecz później dołącza do nich ze względu na matkę. Poznaje bratanka Haluka, Savasa, który jest bardzo zdystansowany i cierpi na straszliwą traumę związaną z jego byłą zmarłą dziewczyną. Ali (syn Haluka) nie jest zadowolony z przyjazdu gości i uznaje Selin jako swojego nowego wroga.

## Obsada
- Emre Kinay jako Haluk Mertoglu
- Evrim Alasya jako Günes Mertoglu
- Tolga Saritas jako Ali Mertoglu
- Burcu Özberk jako Nazli Yilmaz
- Berk Atan jako Savas Mertoglu
- Hande Erçel jako Selin Yilmaz
- Miray Akay jako Peri Yilmaz
- Meltem Gülenç jako Rana Mertoglu
- Funda Ilhan jako Sevilay
- Teoman Kumbaracibasi jako Ahmet Mertoglu
- Süreyya Güzel jako Inci Mertoglu
- Sarp Can Köroglu jako Emre
- İrem Helvacıoğlu jako Tugce
- Kanat Hepari jako Mert
- Ege Kökenli jako Melisa
- Sarper Arda Akkaya jako Can
- Ali Pinar jako Zafer
- Fatih Dönmez jako Levent Polat